# Tremulicerus
Tremulicerus — род цикадок из отряда Полужесткокрылых.

## Описание
Охристо-бурые блестящие цикадки длиной около 4-5 мм. Голова спереди сравнительно длинная, постклипеус овальный, сужающийся книзу. Переднее крыло с 3 субапикальными ячейками. Для СССР указывалось около 5 видов. 
- Tremulicerus sandagouensis Vilb